# Ася Казанцева
Ася Казанцева (повне ім'я Анастасія Андріївна Казанцева) (5 вересня 1986, Сосновий Бор, Ленінградська область, СРСР) — російська наукова журналістка, письменниця, авторка науково-популярних статей і книг, популяризаторка науки.

## Біографія
Народилась у невеликому містечку Сосновий Бор поблизу Санкт-Петербурга. Навчалася у спеціалізованій школі з наміром вступати до медичного університету. Після школи працювала короткий час у відділенні нейрохірургії лікарні. Відмовившись від кар'єри лікарки, вступила на біолого-ґрунтознавчий факультет Санкт-Петербурзького університету. Вчилася там 4 роки, спеціалізувалася по кафедрі вищої нервової діяльності, 2008 року здобула ступінь бакалавра біології та залишила навчання.
У 2016—2018 роках навчалася в магістратурі з когнітивних наук («Когнітивні науки та технології: від нейрона до пізнання») на факультеті соціальних наук НДУ ВШЕ, захистивши під науковим керівництвом Маттео Феурра магістерську дисертацію на тему «Дослідження процесів погашення контексту» (англ. Investigation of Extinction Learning in Multi-context Paradigm).
У 2019 році виграла стипендію Chevening і вступила до магістратури з молекулярної нейробіології у Брістольському університеті.
Двічі була одружена. У 2019 році розлучилася з інвестиційним директором Миколою Ковшовим, влаштувавши із цього приводу вечірку, але продовжила жити з ним «у вільних відносинах». Вважає, що концепція шлюбу на все життя підходила для ХІХ століття, а нині застаріла.

## Науково-популярна діяльність
Ще в університеті вела блог у «Живому журналі», пишучи про науку для широкого загалу.
З 2009 року працювала на 5-му телеканалі Росії. Була лінійною продюсеркою телепередачі «Прогрес», яка виходила до 2010 року.
У 2014 році за науково-популярну книжку «Хто б міг подумати! Як мозок примушує нас робити дурниці» була нагороджена премією «Просвітник».
З травня 2014 до квітня 2015 року працювала шеф-редакторкою журналу «Здоров'я». Часто виступає у науково-популярних передачах на телебаченні й радіо.
З 2015 року член ради фонду «Еволюція», який підтримує науково-популярні проекти в Росії.
Читає лекції на тему генетично модифікованих організмів, роботи мозку, дії алкоголю й тютюну на організм тощо. Виступала в містах Росії, Білорусі, України.

### Науково-популярні книжки
Авторка 3 науково-популярних книжок:
- 2013 рос. Кто бы мог подумать! Как мозг заставляет нас делать глупости («Хто б міг подумати! Як мозок примушує нас робити дурниці»)
- 2016 рос. В интернете кто-то неправ! Научные исследования спорных вопросов («В інтернеті хтось неправий! Наукові дослідження спірних питань»)[16]
- 2019 рос. Мозг материален. О пользе томографа, транскраниального стимулятора и клеток улитки для понимания человеческого поведения («Мозок матеріальний. Про користь томографа, транскраніального стимулятора і клітин равлика для розуміння людської поведінки»)

Ці книжки вийшли українською мовою у видавництві Vivat.

## Громадська діяльність
Казанцева є активною доноркою крові. Вона підтримує російський фонд АдВіта, який збирає гроші для пересадки кісткового мозку дітям, хворим на лейкози, зокрема брала участь в агітаційній кампанії 2012 року, що дозволила фонду зібрати 100 тисяч доларів США на операції.
У 2013 році проходила безкоштовне стажування в Аріельському університеті в Ізраїлі. Під час стажування вона звинуватила лектора Пінхаса Полонського у викладанні псевдонаукових ідей, зокрема ненауковій критиці еволюційної біології. Полонський навзаєм звинуватив Казанцеву в доносі.
Закликала до участі в мітингу проти вторгнення Росії в Україну 18 березня 2014 року.
Дотримується поглядів, опозиційних російській владі, висловлювалася проти законодавчих заборон «пропаганди гомосексуальності», анексії Криму та за європейські цінності.